# Closet meraviglia
Closet meraviglia è il terzo album di Cesare Basile, pubblicato nel 2001.

## Il disco
Il disco segna il passaggio definitivo del cantautore siciliano verso la musica d'autore. L'album è stato prodotto da Hugo Race (Nick Cave and the Bad Seeds, True Spirits) e vede la partecipazione di John Bonnar, che cura la scrittura degli archi, Roy Paci e altri musicisti. Questo avvicinerà Basile ad un'attitudine internazionale mai abbandonata nella produzione successiva.

## Tracce
1. Candelaio
2. Di schianto
3. Qualche cosa lì fuori
4. Occhi nudi
5. Nostra signora dei coltelli
6. La suonatrice di hammond
7. Lo spazio fra di noi
8. Tra il tuo corpo e la cena
9. Venere
10. Baci di Frisia
11. Bevi, stai su
12. Il boia
13. Qualche cosa lì fuori (Massimo volume reprise)

## Musicisti
- Cesare Basile - voce, chitarra
- Marcello Caudullo - organo Hammond, therremin, marranzano, tastiera
- Hugo Race - pianoforte, organo Hammond
- Emidio Clementi - basso, cori
- Umberto Ursino - basso
- Marcello Sorge - batteria
- Lorenzo Corti - chitarra
- John Bonnar - tastiera, pianoforte
- Egle Sommacal - chitarra
- Vittoria Burattini - batteria
- Gaetano Messina - violino
- Roy Paci - tromba
- Gaetano Santoro - sax
- Cat Hope - flauto
- Marta Collica - cori
- Daniela Ardito - cori